# 諸城暴龍屬
諸城暴龍屬（學名：Zhuchengtyrannus）是獸腳亞目暴龍科暴龍亞科的一屬，生存於白堊紀晚期的東亞。

## 體徵

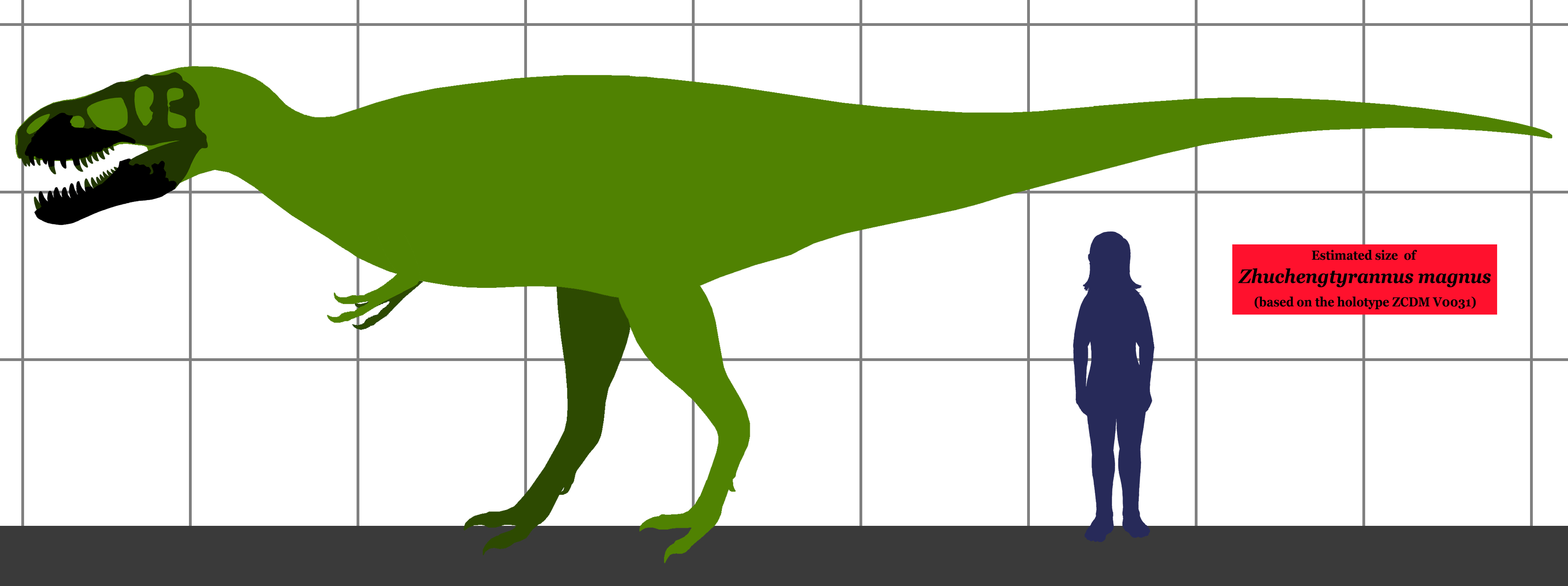
諸城暴龍與人類的體型比較圖

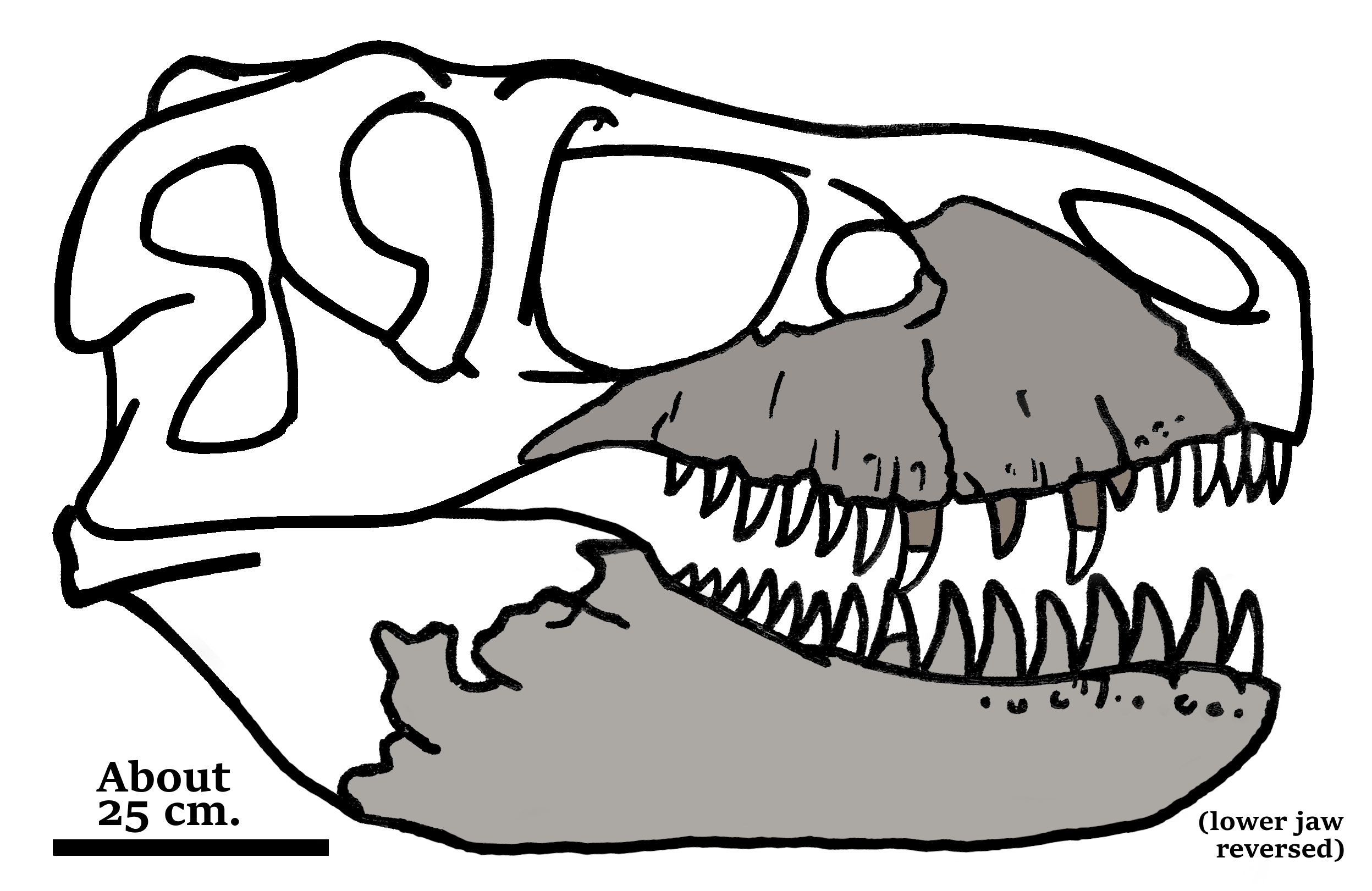
諸城暴龍的頭骨重建圖，其中灰色區域為已發現的部分

正模標本（編號ZCDM V0031）是一個接近完整的右上頜骨、以及左齒骨，兩者來自於同一個體。化石發現於中國山東省諸城市的王氏群，地質年代約7350萬年前。在白堊紀晚期，中國北部曾有大面積的氾濫平原，擁有數量龐大的恐龍動物相。
諸城暴龍是種大型暴龍科恐龍，齒骨略小於北美洲暴龍的某些大型標本，但明顯小於著名的暴龍標本「蘇」。研究人員根據目前的最完整的標本，估計諸城暴龍的完整身長約12公尺，臀部高度約4.1公尺。

## 命名與分類
在2011年，David W. E. Hone、Corwin Sullivan、趙喜進、徐星、季強、王克柏、李敦景…等美國與中國古生物學家，將這個標本進行敘述、命名，模式種是巨型諸城暴龍（Zhuchengtyrannus magnus）。屬名意為「諸城的暴君」，tyrant是暴龍科的學名常見字根；種名在拉丁文意為「巨大的」，意指這恐龍的巨大體型。

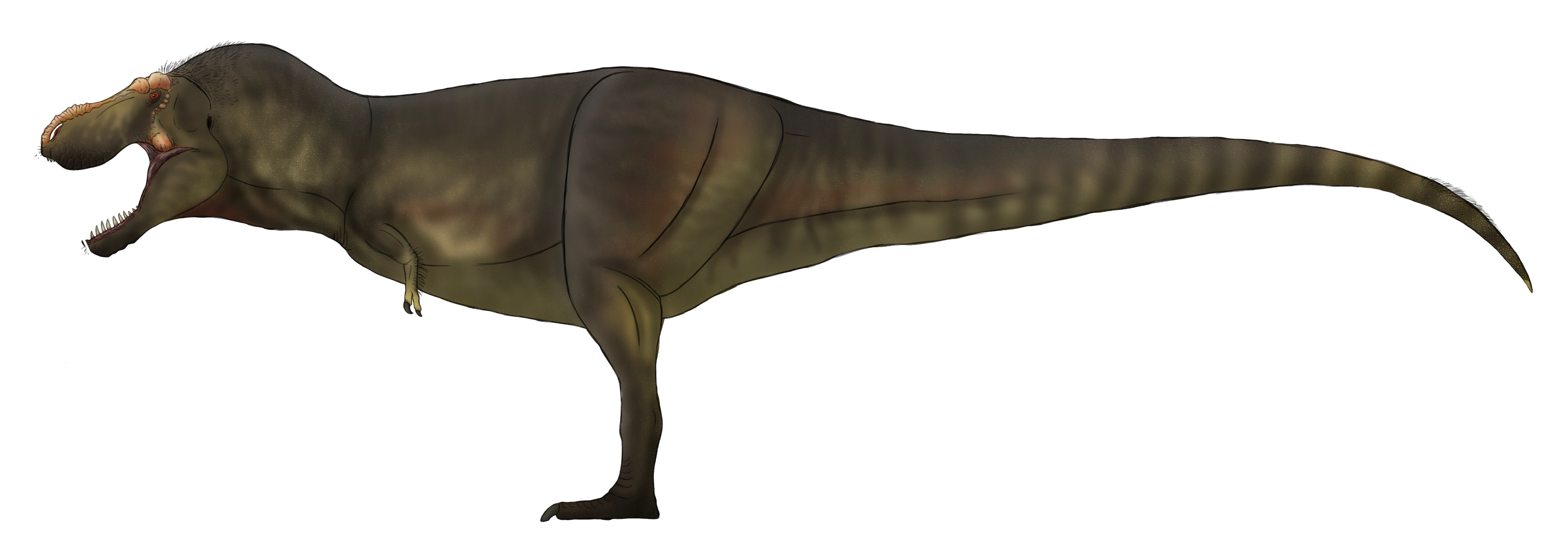
复原图

在2001年，諸城市的同一挖掘地點發現四顆零散牙齒，被建立為暴龍的新種，諸城暴龍（Tyrannosaurus zhuchengensis）。根據2011年的研究，這些牙齒可能與諸城暴龍是相同動物，或者是近親。這些牙齒的特徵是鋸齒狀邊緣，延伸到齒冠的基部，其他暴龍亞科並沒有這個特徵。諸城暴龍目前只有發現上下頜骨頭，牙齒保存狀態差，因此無法與這些2001年發現的牙齒作互相比較。需要發現更多化石，才能建立兩者的分類關係。